# تشارلز هانلون
تشارلز هانلون هو سياسي أمريكي، ولد في 15 سبتمبر 1918، وتوفي في 9 سبتمبر 1990. نشط حزبياً في الحزب الديمقراطي. وقد انتخب عضو مجلس ولاية أوريغون ‏.